# Вільгельм Штуккарт
Вільгельм Штуккарт (нім. Wilhelm Stuckart; 16 листопада 1902, Вісбаден — 15 листопада 1953, поблизу Ганновера) — державний діяч Третього рейху, статс-секретар Імперського міністерства науки, мистецтв і народної освіти (3 липня 1934 — 14 листопада 1934) статс-секретар Імперського і Прусського міністерств внутрішніх справ (30 червня 1936 — 30 квітня 1945), виконувач обов'язків рейхсміністра внутрішніх справ і рейхсміністра науки, виховання і народної освіти (3 травня — 23 травня 1945), обергруппенфюрер СС (30 січня 1944), доктор права (1928).

## Біографія

### Кар'єра і політична діяльність за часів Веймарської республіки
Син залізничного службовця. Здобув юридичну освіту у Франкфуртському і Мюнхенському університетах. У 1919-1922 роках — керівник молодіжної групи Німецької національно-народної партії в Вісбадені. За виступи проти французів в 1923 році двічі заарештовувався. У грудні 1922 року вступив в НСДАП (повторно 1 грудня 1930; квиток № 378 144). У 1923-1924 роках працював у банку. З 9 грудня 1930 року обіймав посаду окружного судді в Рюдесгаймі, з 9 березня 1931 року - в земельному суді в Вісбадені. У лютому 1932 року був звинувачений в наданні сприяння НСДАП і 6 лютого звільнений з державної служби, працював адвокатом у Штеттині. 15 березня 1932 року вступив у СА. 1932 року керував створенням загонів СС і СА в Померанії.

### На вищих посадах в епоху Третього рейху
Після приходу НСДАП до влади з 12 березня 1933 року — член Померанского провінційного ландтагу, з 4 квітня по 15 травня 1933 року виконував обов'язки 1-го бургомістра Штеттина. Потім переведений в Прусське міністерство науки, мистецтв і народної освіти, де 15 травня 1933 року одержав ранг міністеріальдіректора і був призначений начальником шкільного відділу, з 30 червня 1933 року — статс-секретар. З 15 вересня 1933 року — прусський державний радник. 13 вересня 1936 року вступив у СС (квиток № 280 042).
З 3 липня 1934 року — статс-секретар Імперського міністерства науки, мистецтв і народної освіти, створеного на базі прусського міністерства. Майже відразу ж вступив в конфлікт з рейхсміністром Бернгардом Рустом і його найближчим оточенням і 14 листопада 1934 року був звільнений у відставку. З 1 лютого 1935 року — президент Верхнього земельного суду в Дармштадті. 11 березня 1935 призначений начальником управління у справах конституції і законодавства Імперського міністерства внутрішніх справ (очолював його до травня 1945 року). Вважався одним з кращих юристів рейху. Фанатичний расист, один з авторів офіційних коментарів до антиєврейських Нюрнберзьких законів 1935 року. З 30 червня 1936 року одночасно був статс-секретарем з питань адміністрації та права Імперського і Прусського міністерства внутрішніх справ, керівник групи юристів адміністративного права в Націонал-соціалістичному союзі юристів. У тому ж 1936 році також став головою «Імперського встановлення щодо захисту німецької крові», 2 вересня 1936 року - головою секції адміністративного права Академії німецького права 1 квітня 1937 року - президентом Німецької секції Міжнародного інституту адміністративного права в Брюсселі. Сфера компетенцій Штуккарта в Імперському МВС постійно розширювалася, і до 1943 року в його підпорядкуванні знаходилися ключові питання діяльності міністерства: громадянська оборона, адміністрація, кадри, комунальне господарство. Керував питаннями юрисдикції урядових установ, всіма питаннями цивільної служби, громадянства, расової належності.
У березні 1938 року Штуккарт склав проєкт документа, який закоріплював аншлюс Австрії (підписаний 13 березня 1938 року), а потім документи про включення до складу рейху Судетської області, Мемеля, Данцига і т. д. З 5 вересня 1939 по 20 серпня 1943 року — уповноважений і начальник штабу генерального уповноваженого з імперської адміністрації Вільгельма Фріка, одночасно з 7 грудня 1939 року - член Генеральної ради по 4 річному плану. З 30 січня 1942 системі СС Штуккарт значився в складі Головного управління імперської безпеки (РСХА).

### Участь у Ванзейській нараді з «остаточного вирішення єврейського питання»
Штуккарт представляв Імперське МВС на Ванзейській нараді 20 січня 1942 року, де обговорювалися заходи щодо «остаточного вирішення єврейського питання». На нараді різко виступив проти депортації євреїв-метисів і запропонував стерилізувати всіх неарійців (як гарантія проти змішаних шлюбів). 25 серпня 1943 року Штуккарт був призначений представником рейхсміністра внутрішніх справ Генріха Гіммлера з питань імперської адміністрації.

### Рейхсміністр у фленсбурзькому уряді Деніца
Після смерті Адольфа Гітлера в кабінеті його наступника Карла Деніца з 3 травня 1945 року розпочав виконувати обов'язки рейхсміністра внутрішніх справ, а також рейхсміністра науки, виховання і народної освіти. Разом з іншими членами уряду заарештований 23 травня 1945 року.

### Відповідальність після війни
Після війни Штуккарт був притягнутий до суду Американського військового трибуналу у справі Вільгельмштрассе і 11 квітня 1949 засуджений до 3 років 10 місяців і 20 днів тюремного ув'язнення. У січні 1951 року звільнений, жив у Західному Берліні.

### Життя і кар'єра у ФРН
У молодій Федеративній Республіці Німеччина Штуккарт швидко почав робити кар'єру. Так, він став керуючим справами Інституту сприяння розвитку економіки Нижньої Саксонії. 1950 року під час чергової «денацифікації» Штуккарт був кваліфікований як «пособник» нацистів. 1952 року він був засуджений судовою палатою Західного Берліна до штрафу в розмірі 50 000 марок. Крім цього, Штуккарт зайнявся активною політичною діяльністю і 23 жовтня 1951 року став головою земельного правління «Союзу позбавлених батьківщини і прав» Нижньої Саксонії. 1952 року Штуккарт став членом забороненої неонацистської Соціалістичної імперської партії. Загинув в автомобільній катастрофі за день до свого 51-річчя.

## Звання[3]
- Штандартенфюрер СС (вересень 1936)
- Оберфюрер СС (січень 1937)
- Бригадефюрер СС (січень 1938)
- Группенфюрер СС (січень 1942)
- Обергруппенфюрер СС (30 січня 1944)

## Нагороди[3]
- Почесний кут старих бійців
- Почесна шпага рейхсфюрера СС
- Золотий партійний знак НСДАП
- Хрест Воєнних заслуг 2-го і 1-го класу
- Кавалер Великого хреста ордена Хреста Перемоги (Словаччина) (28 липня 1943)